# SKEMA Business School
SKEMA Business School – europejska szkoła biznesowa posiadająca 7 kampusów: w Suresnes (Campus Grand Paris), Lille, Sophia-Antipolis, Suzhou, Raleigh, Belo Horizonte i Kapsztadzie. Szkoła powstała w 2009 w wyniku fuzji CERAM Business School oraz ESC Lille. 
Programy studiów realizowane przez SKEMA Business School posiadają potrójną akredytację przyznaną przez AMBA, EQUIS oraz AACSB. Wśród najznamienitszych absolwentów tej uczelni znajdują się między innymi: dyrektor domu mody Nexity - Alain Dinin, Jean-Philippe Courtois - prezes wykonawczy Microsoft.